# Rudnisko
Rudnisko – nieistniejąca osada w Polsce, położona w województwie zachodniopomorskim, w powiecie choszczeńskim, w gminie Choszczno. W latach 1975–1998 miejscowość należała administracyjnie do województwa gorzowskiego.